# Nowosielec (województwo mazowieckie)
Nowosielec – wieś sołecka w Polsce położona w województwie mazowieckim, w powiecie łosickim, w gminie Łosice.
Wierni Kościoła rzymskokatolickiego należą do parafii św. Apostołów Piotra i Pawła w Niemojkach.
W latach 1975–1998 miejscowość położona była w województwie bialskopodlaskim.